# 이종원 (법조인)
이종원(李鐘元)은 대한민국 제31대 법무부 장관이다.
1948년 고려대학교 법정대학을 졸업하고 1949년 제3회 변호사시험에 합격하였다. 1979년 2월 19일에 대구고등검찰청 검사장, 1981년 4월 10일 대한민국 제31대 법무부장관에 임명되어 1982년 5월 20일까지 재직하다 퇴임하여 1982년에 서울에서 변호사를 개업하였다. 1984년에 주식회사 한국종합화학 이사장에 임명되어 재직하다 1999년에 다시 변호사를 재개업하였다.